# Jude Hill
Jude Hill (Gilford, 1 augustus 2010) is een Noord-Iers acteur. Hij werd bekend om zijn hoofdrol in Kenneth Branaghs film Belfast uit 2021, een film gebaseerd op de jeugd van Branagh. Hill kreeg voor zijn acteerprestaties in deze film de Critics Choice Award voor Best Young Performer.
Hill werd geboren in Gilford, een dorp in County Down in de buurt van Armagh. Vanaf zijn vierde volgde hij toneellessen aan de Shelley Lowry School in Portadown.
Hill maakte zijn speelfilmdebuut in Belfast. Het verhaal van de film wordt meestal verteld door de ogen van Hills personage Buddy. Hill was negen toen hij werd gecast als hoofdrolspeler uit een groep van 300 jonge acteurs die auditie deden. Hij was tien toen de opnames plaatsvonden en elf toen de film in 2021 in première ging.
Hill speelde ook de titulaire rol in de korte film Rian, een oorlogsdrama dat zich afspeelt tijdens de Tweede Wereldoorlog. Deze film ging in 2021 in première op het CineMagic filmfestival. In december 2021 tekende Hill een contract bij United Talent Agency in de Verenigde Staten.
In 2022 maakte Hill zijn televisiedebuut in Magpie Murders, een bewerkingen door BritBox en PBS Masterpiece van de gelijknamige mysterieroman uit 2016 van Anthony Horowitz.